# Breitwangbahn
Die Breitwangbahn ist eine permanente Motorsport-Rennstrecke für den Kartsport in Baden-Württemberg. Sie liegt etwa 2 km südwestlich des Ortskerns von Bopfingen im Ostalbkreis in der Region Ostwürttemberg.

## Geschichte

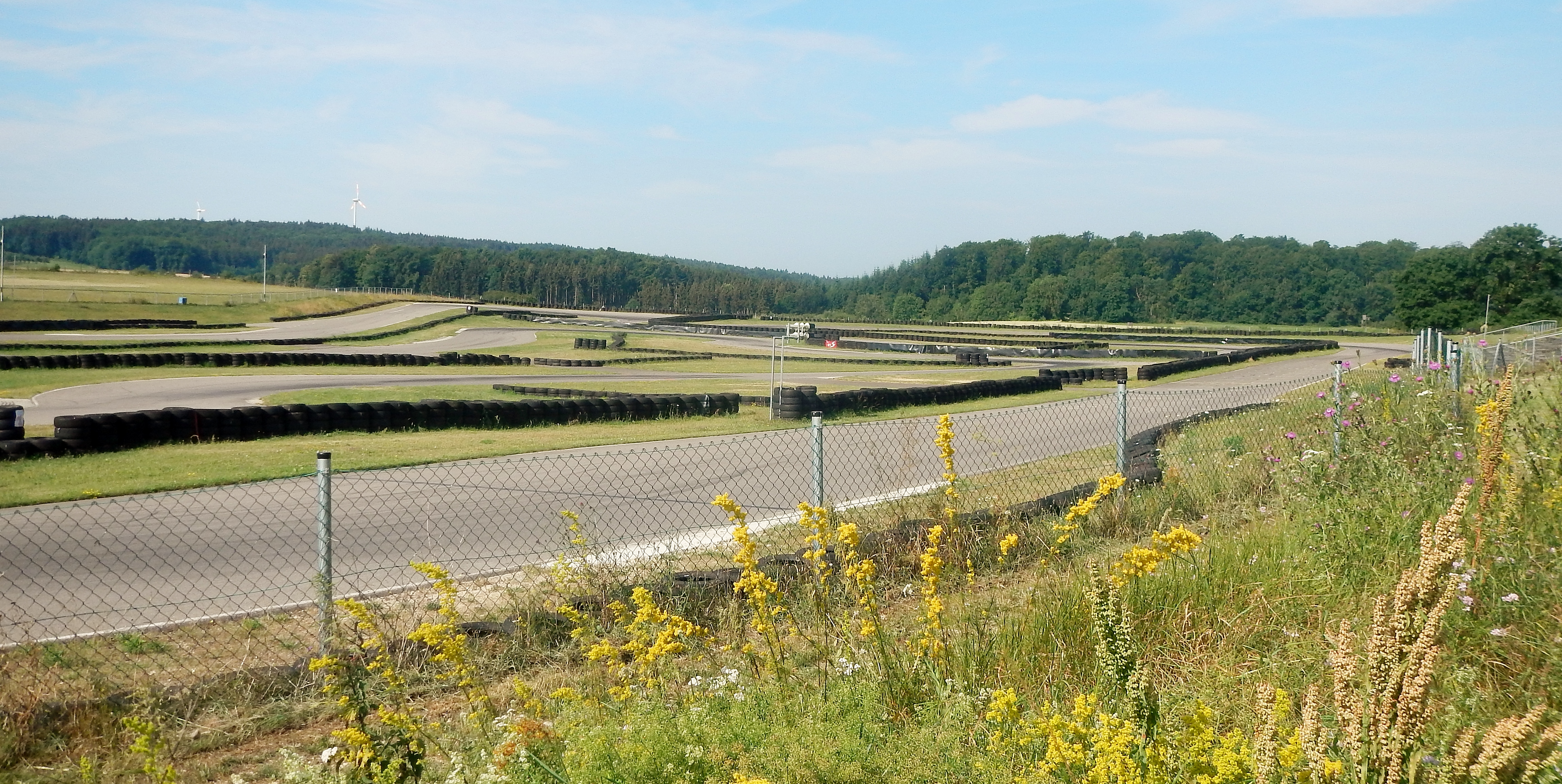
Breitwangbahn

Der MSC „IPF“ Bopfingen im ADAC, ein nach dem Zweiten Weltkrieg neu gegründeter Nachfolgeverein des 1927 gegründeten Motorsportclubs Bopfingen, veranstaltete ab Ende der 1960er Jahre Speedway- und Grasbahnrennen. Diese fanden auf dem Breitwangberg statt, wo der Verein seit Mitte der 1950er Jahre eine Motocrossstrecke betrieb. 1970 wurde der Bau einer eigenen Speedway-Strecke geplant, die am 30. Juli 1972 eingeweiht wurde. Diese umfasste bereits eine im Infield angelegte Bahn für den damals aufkommenden Kartsport.
Nachdem die Speedway-Rennen 1983 wegen nachlassendem Zuschauerinteresse eingestellt wurden, wurde die Bahn nur noch für Kart-, Slalom- und Driftevents sowie für Automobiltreffen genutzt. 1999 wurde die Bahn auf eine Länge von 860 m erweitert.
2010 wurde die als zu kurz und unzeitgemäß empfundene Strecke abgerissen und durch die neue, heutige Strecke ersetzt. Als Berater für das Neubau-Projekt konnte Herrmann Tilke gewonnen werden. Der neue Kurs erhielt eine Länge von 1020 Metern und weist eine Steilkurve auf. Am 23. September 2011 wurde die neue Strecke offiziell eingeweiht.

## Veranstaltungen
Aktuell (Stand 2023) finden auf der Breitwangbahn Läufe zum Süddeutschen ADAC Kart Cup (SAKC) und zur German Team Championship statt. Letztere richtet ein 12-Stunden-Kartrennen auf der Strecke aus. Daneben ist die Bahn auch Austragungsort von Meisterschaftsrunden des ADAC Mini-Bike Cups und des ADAC Pocket Bike Cups. Events für historische Automobile, Fahrräder und Motorräder runden das Programm ab.